# Święcia
Święcia (niem. 1804–1891, 1939–1945: Schwentz) – wieś w Polsce położona w województwie wielkopolskim, w powiecie konińskim, w gminie Rychwał.
Wieś duchowna, własność opata cystersów w Lądzie pod koniec XVI wieku leżała w powiecie konińskim województwa kaliskiego. W latach 1975–1998 miejscowość administracyjnie należała do województwa konińskiego.